# Mohpada
Mohpada, ook wel bekend als Wasambe, is een census town in het district Raigad van de Indiase staat Maharashtra. 

## Demografie
Volgens de Indiase volkstelling van 2001 wonen er 8735 mensen in Mohpada, waarvan 54% mannelijk en 46% vrouwelijk is. De plaats heeft een alfabetiseringsgraad van 76%. 